# Anders Boldt
Anders Boldt, född 1693, död 28 mars 1764 i Skede församling, var en svensk bildhuggare och målare.

## Verk i urval
| År   | Plats               | Bild | Arbete       | Bevarad | Kommentar   |
| ---- | ------------------- | ---- | ------------ | ------- | ----------- |
| 1736 | Stenberga kyrka     |      | Orgelläktare |         | Dekoration. |
| 1745 | Myresjö gamla kyrka |      | Orgelläktare |         | Målad.      |